# Masía San Antonio
La Masía San Antonio es la construcción principal de la finca del mismo nombre, ubicada en Cunit, Tarragona, aunque se extiende también al término de Cubellas, Barcelona. 

## Edificio
El edificio, catalogado como bien de interés cultural, y por tanto protegido completamente tanto en su interior como exterior, ocupa una superficie aproximada de 2300 metros cuadrados, en tres plantas, con una torre de planta cuadrada de seis pisos adosada a uno de los lados del cuerpo principal, que conforma uno de los elementos más característicos del edificio y de la localidad. La Masía tiene una estructura de tres cuerpos con puerta en arco de medio punto. El piso principal tiene un balcón con barandilla de hierro, mientras que las buhardillas se abren con una ventana geminada flanqueada por dos ojos de buey.
El reloj de sol que corona la construcción indica que esta fue finalizada en 1901 si bien se tiene constancia de una construcción en el mismo lugar mucho anterior. 
Gracias a su especial protección se ha mantenido inalterado, pues tanto el interior como el exterior están catalogados y los cambios y reformas que los alteren no están autorizados.

## Propiedad
Desde sus inicios la finca ha tenido una vertiente agrícola - vinícola y otra puramente de recreo, siendo propiedad de la familia textil Marqués, con fábricas en Villanueva y Geltrú, y diversas propiedades en la zona. Por herencia materna paso a Paco Bultó, conocido empresario de Barcelona y fundador de las marcas de motocicletas Montesa (motocicletas) y Bultaco. La circunstancia de la afición al motociclismo de la familia propietaria ha propiciado la construcción de varios circuitos en la finca, que sirvieron a la vez como banco de pruebas de las motocicletas que fabricaban. 
La finca ha alojado a visitantes ilustres incluyendo figuras del motor como Barry Sheene, Wayne Rainey, Kenny Roberts, de la aristocracia como el rey Leopoldo III de Bélgica -que ocupó la casa varios meses tras su exilio- así como varios miembros de la familia real española.